# Königswarte
Die Königswarte (344 m ü. A.) ist der östlichste Berg in Österreich. Er liegt in den niederen Karpaten an der österreichischen Grenze zur Slowakei zwischen den Dörfern Wolfsthal, Berg und Edelstal. Er ist von Bratislava-Petržalka gut zu sehen und bildet von Westen ein natürliches Wahrzeichen.
Über den Berg führen mehrere Wanderwege, darunter der Ostösterreichische Grenzlandweg. In den Wäldern auf der Nordseite gibt es ein Damwild-Gehege. Nordöstlich des Gipfels und rund 120 Meter unterhalb befindet sich die Ruine der Burg Pottenburg. Nächst dem Gipfel, genau an der Gemeindegrenze von Wolfsthal und Berg, wurde ein Aussichtsturm errichtet. Dieser ist 22,7 m hoch und wurde 2001 neu eröffnet. Nach Osten vorgeschoben befindet sich die Fernmeldeaufklärungsanlage Königswarte des Heeres-Nachrichtenamtes, die für SIGINT eingesetzt wird und die ab 1958 mit Hilfe der USA errichtet und ständig modernisiert wurde.
1,25 km in westsüdwestlicher Richtung liegt der 298 m hohe Hindlerberg.

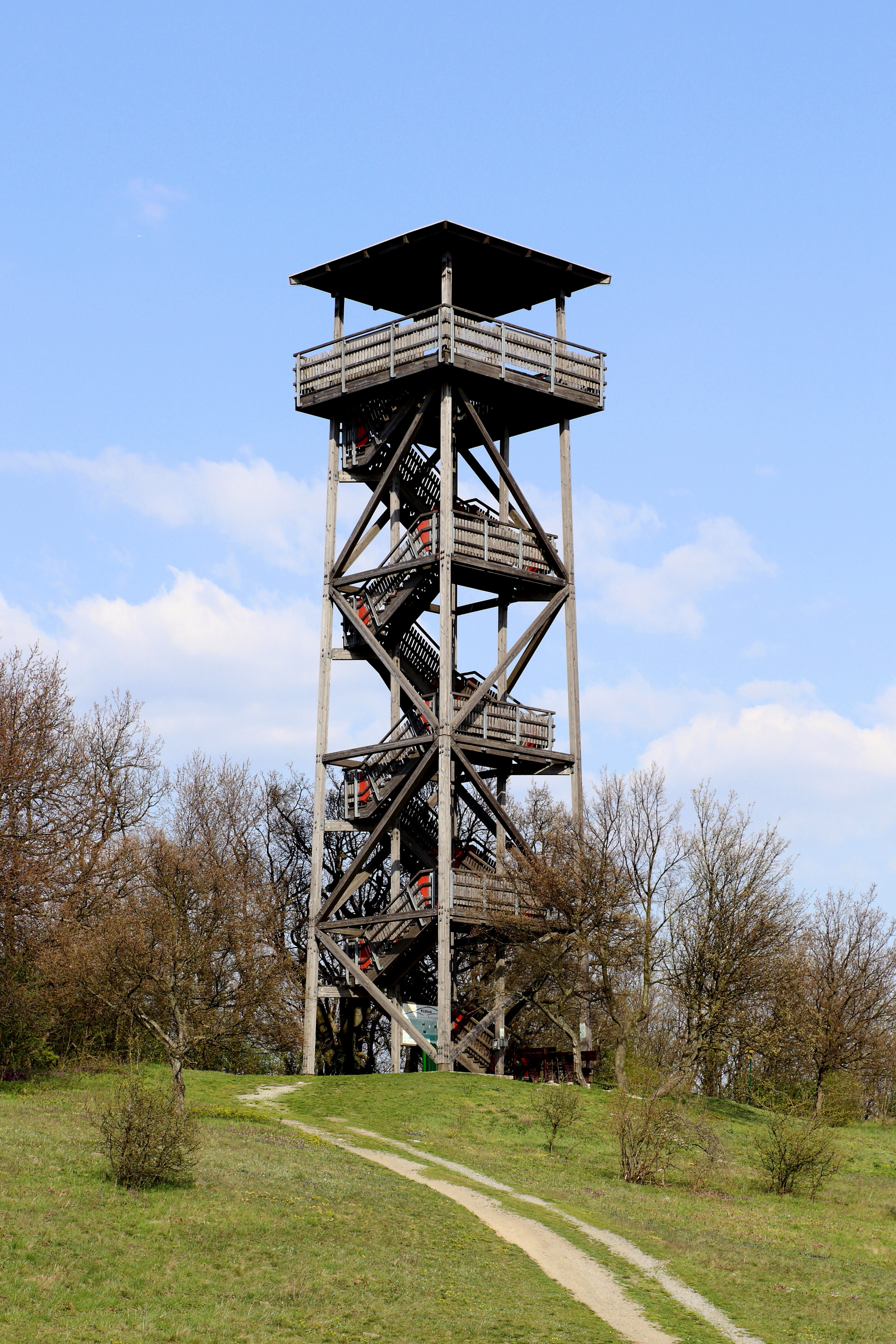
Aussichtsturm
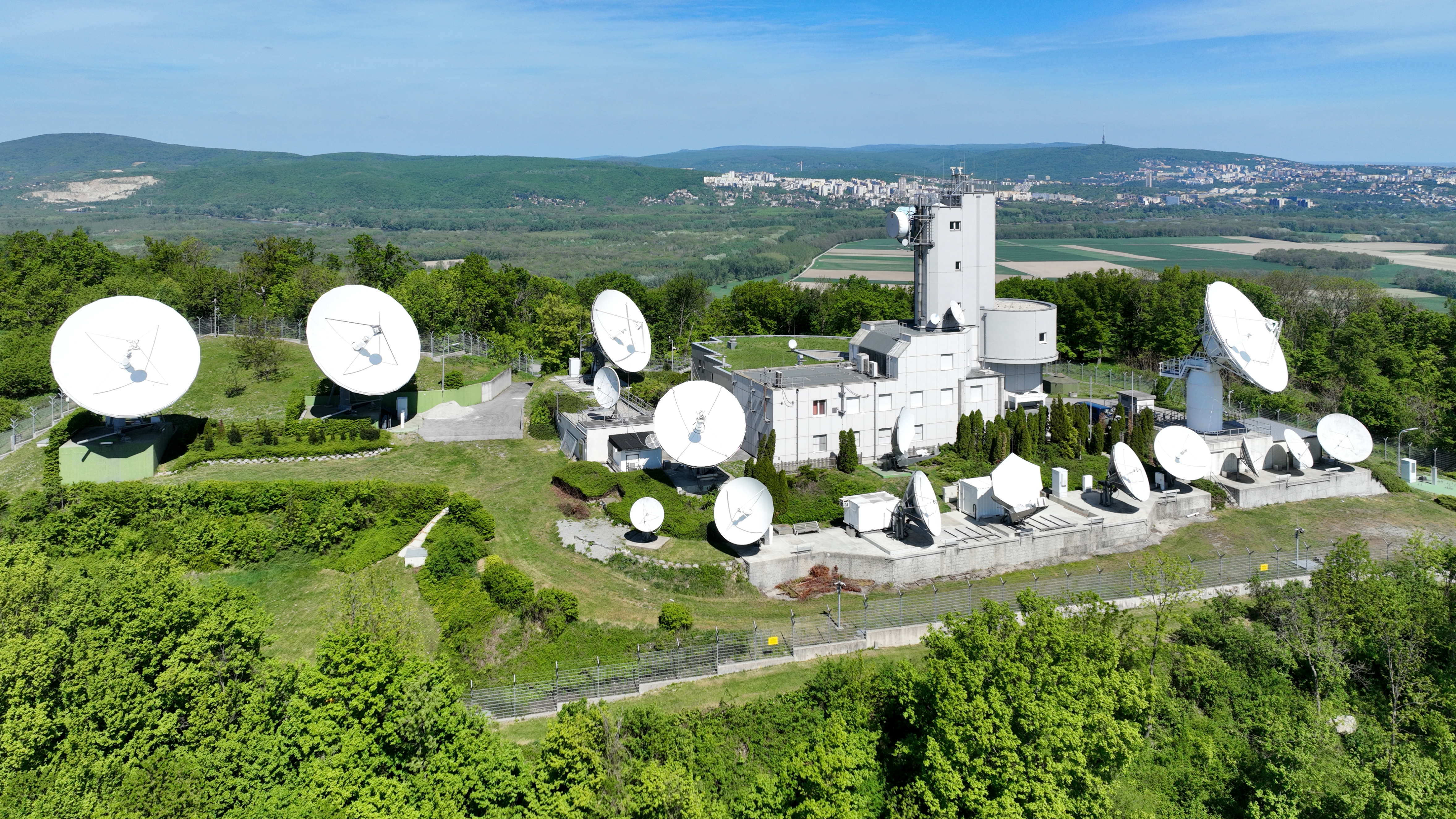
Satellitenabhörstation